# شون موليغان
شون موليغان (بالإنجليزية: Sean Mulligan)‏ هو لاعب كرة قاعدة أمريكي، ولد في 25 أبريل 1970 في لينووود في الولايات المتحدة.

## وصلات خارجية
- شون موليغان على موقعبيزبول رفرنس.كوم (الدوري الرئيسي) (الإنجليزية)
- شون موليغان على موقعبيزبول رفرنس.كوم (الدوري الثانوي) (الإنجليزية)